# 星系團內介質
星系團內介質（ICM）是天文學中存在星系團中心的超高溫氣體，這些電漿的溫度在一仟萬至一億K之間，主要成分是電離的氫和氦，並且擁有星系團內絕大多數的重子物質。ICM輻射出強烈的X射線。

## 加熱
ICM的高溫來自星系團形成時更小的星系團結構釋放出來的重力能，從重力場獲得的動能經由激波轉換成熱能。高溫保證ICM中的元素都是電離的，輕元素的電子都被從原子移除而留下原子核。

## 組成
ICM的成分主要是重子（主要是被游離的氫和氦）。這些電漿也有豐富的重元素，例如鐵。重元素相對於氫的比例（即天文學的金屬量）相當於太陽的三分之一。星系團的重子（80-95%）大多數都在ICM內，而不是在發光的成員內，例如星系和恆星。然而，星系團的質量絕大多數都是暗物質。
雖然ICM擁有星系團中絕大部分的重子，但它的密度並不高，典型的密度是每立方公分10-3個質點，每個質點的平均自由路徑大約是1016公尺，或是一光年。
星系團強大的重力場意味著它們可以保留住高能量的超新星創造出來的各種元素。如果它們是典型的，研究ICM的結構在紅移上的變化（這樣的結果可以回顧不同的時間點），可以給出不同元素在宇宙中產生的時間。

## 觀測
由於ICM的溫度是如此的高，它所輻射的X射線來自於制動輻射，而其中的X射線發射譜線則來自重元素。X射線可以使用X射線望遠鏡觀測，依靠望遠鏡的觀測，可以製作ICM的地圖（X射線的輻射與ICM密度的平方成正比），並且得到X射線的光譜。X射線的亮度告訴我們氣體的密度，光譜可以讓我們測量ICM的溫度和金屬量。
ICM的密度在接近中心時升高，並有強烈的峰值。另一方面，典型的ICM溫度在中心只有外圍的二分之一或三分之一；金屬量從外向內逐漸增高。有些星系團（像半人馬座星系團）氣體的金屬量可以升高至超過太陽。

## 冷卻流
因為ICM在許多的星系團核心是密集的，它散發出大量的X射線輻射（發射的強度與密度平方成正比）。在缺乏熱源時，ICM應該冷卻，但當它冷卻時，較熱的氣體將會流入取代，這就是所知的冷卻流。冷卻流的問題是ICM沒有冷卻的證據。